# Tim Wolff

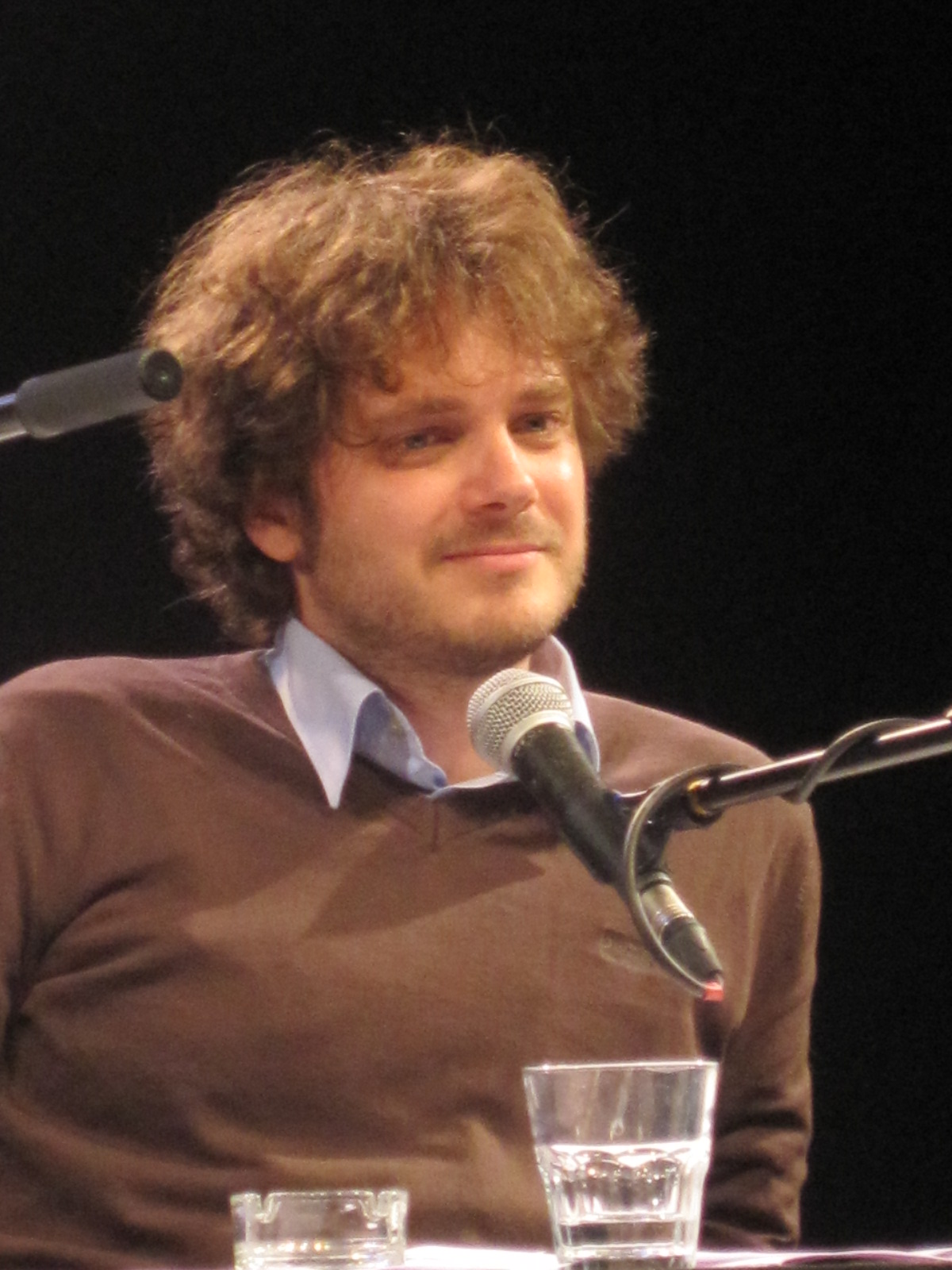
Tim Wolff

Tim Wolff (* 5. Januar 1978 in Mannheim) ist ein deutscher Satiriker und Journalist.

## Leben
Nach dem Abitur in Ludwigshafen 1997 studierte Wolff in Mannheim und Köln Germanistik, Geschichte und Volkswirtschaftslehre, um mit einer Arbeit über Robert Gernhardt abzuschließen. Von 2010 bis 2013 war er Redakteur und Online-Chef der Satirezeitschrift Titanic, von Oktober 2013 bis Dezember 2018 Chefredakteur des Magazins. Darüber hinaus veröffentlichte er im Mannheimer Morgen, der taz und in der mobil. Er hat eine wöchentliche Kolumne im Neuen Deutschland. Zum vierzigjährigen Jubiläum der Titanic kuratierte er die „endgültige Titelausstellung“ im Caricatura Museum für Komische Kunst. Er war Gagautor der Fernsehsendungen Neo Magazin Royale und ZDF Magazin Royale von Jan Böhmermann.
Wolff lebt in Frankfurt am Main.

## Publikationen
Als Autor
- Best of Sapiens. Zehn Errungenschaften einer gescheiterten Spezies. S.Fischer, Frankfurt am Main 2022, ISBN 978-3-10-397126-2.

Als Herausgeber
- mit Leo Fischer und Michael Ziegelwagner: Die Titanic-Bibel: Segen, Sünden, Sauereien – der Weltbestseller erstmals unzensiert! Rowohlt, Berlin 2013, ISBN 978-3-87134-766-5.
- mit Torsten Gaitzsch: Die erste und endgültige Chronik des 21. Jahrhunderts. Ein Titanic-Buch Kiepenheuer & Witsch, Köln 2017, ISBN 978-3-462-05055-4.
- mit Leonard Riegel, Martina Werner, Hardy Burmeier: Titanic – Das endgültige Titel-Buch: 40 Jahre nur verarscht! Kunstmann, München 2019, ISBN 978-3-95614-330-4.
- 40 Jahre Titanic: Der endgültige Satire-Soundtrack WortArt, Köln 2019, ISBN 978-3-8371-4857-2.